# Eva Adams
Eva Adams, vlastním jménem Eva Ševčíková, roz. Dvořáčková (* 15. listopadu 1970 Boskovice), je česká zpěvačka. Působila v duu Eva a Vašek.

## Život
Od šesti let navštěvovala hudební školu v Blansku, kde studovala zpěv a klavír. Roku 1984 oba obory úspěšně dokončila a poté byla přijata na brněnskou konzervatoř, kde se rovněž věnovala zpěvu a klavíru. Na konzervatoři vystudovala operní zpěv, kterému se ale nevěnuje. V době studia začala zpívat se skupinou SURF. Zde se setkala se svým pěveckým partnerem a manželem Václavem Ševčíkem, se kterým vytvořili populární pěvecké duo Eva a Vašek vystupující v České republice i v zahraničí.
Svou sólovou dráhu zahájila koncertem v roce 2012 v Brně.[zdroj?] V roce 2015 se jako Eva Adams představila veřejnosti při křtu svých CD v areálu pražské Salabky. V současné době vystupuje se svými multižánrovými koncerty v České republice i zahraničí. Součástí repertoáru jsou i skladby (zpívané v českém jazyce) od autorů jako je Chris Rea a Leonard Cohen. Společně s manželem se věnují problematice akustiky (především domácí hygieně) a obrazu ve formátu 4K. V roce 2024 se s Václavem Ševčíkem rozvedla.

## Diskografie
Zvukové nosiče:
- 2013 – This is my song
- 2014 – Slova tvých písní
- 2014 – Dál mi scházíš
- 2015 – Vůně růží
- 2015 – V úderech mého srdce

Obrazově-zvukové nosiče:
- 2013 – This is my song
- 2015 – První láska
- 2015 – Pláže a slunce Jadranu